# (16101) Notskas
(16101) Notskas est un astéroïde de la ceinture principale.

## Description
(16101) Notskas est un astéroïde de la ceinture principale. Il fut découvert le 3 novembre 1999 à Socorro (Nouveau-Mexique) par le projet LINEAR. Il présente une orbite caractérisée par un demi-grand axe de 2,87 UA, une excentricité de 0,05 et une inclinaison de 2,8° par rapport à l'écliptique.

## Compléments